# Andrea Poli
Andrea Poli (* 29. September 1989 in Vittorio Veneto) ist ein italienischer Fußballspieler.

## Karriere

### Verein
Andrea Poli begann in der Jugend des AC Casier Dosson, startete seine Profikarriere beim FBC Treviso und war Teil jener Mannschaft, die in der Saison 2005/06 erstmals in der Serie A spielte. Allerdings kam er dabei zu keinem Einsatz. Sein Debüt für Treviso gab Poli erst in der Spielzeit 2006/07 – allerdings war sein Verein zu diesem Zeitpunkt bereits in die Serie B abgestiegen. Nachdem er in dieser Spielzeit auf vier Einwechslungen gekommen war, wurde er zur Saison 2007/08 von Sampdoria Genua verpflichtet. Bei den Genuesen wurde er zunächst hauptsächlich in der Nachwuchsmannschaft eingesetzt und war Teil des Teams, das 2007/08 sowohl die italienische Jugendmeisterschaft als auch den italienischen Jugendpokal gewann. Am 4. November 2007 bestritt er allerdings gegen Cagliari Calcio auch sein erstes Spiel in der Serie A. Doch es sollte vorerst bei diesem Einsatz bleiben, denn zur Spielzeit 2008/09 wurde er an den Zweitligisten Sassuolo Calcio ausgeliehen, wo er regelmäßig zum Einsatz kam. Nach nur einer Saison in Sassuolo kehrte Poli nach Genua zurück und wurde regelmäßig in jener Mannschaft eingesetzt, welche die Spielzeit 2009/10 überraschend auf dem vierten Tabellenplatz der Serie A abschloss. Nachdem Sampdoria Genua in der Saison 2010/11 abgestiegen war, wurde Poli am 29. August 2011 an Inter Mailand ausgeliehen. Die Mailänder erhielten zusätzlich eine Option auf eine permanente Verpflichtung. Diese wurde allerdings nicht gezogen, da sich die Vereine nicht über die Transfersumme einig wurden, obwohl Inter-Trainer Andrea Stramaccioni den jungen Mittelfeldspieler eigentlich verpflichten wollte. Nach seiner Rückkehr zu Sampdoria war er wieder Stammspieler im Mittelfeld der Genuesen und schaffte auch den Sprung in die italienische Nationalmannschaft. Am 18. November 2012 erzielte er in einem Derby gegen den CFC Genua außerdem sein erstes Tor in der Serie A. Zur Saison 2013/14 wechselte Poli zum AC Mailand. Dabei behielt Sampdoria allerdings 50 % der Transferrechte und erhielt im Gegenzug 50 % der Rechte an Bartosz Salamon, der nach Genua ging. Im Sommer 2017 wechselte Poli dann weiter zum FC Bologna und drei Jahre später ging er zu Antalyaspor in die Türkei. Sei dem 29. September 2022 steht er nun beim heimischen Zweitligisten FC Modena unter Vertrag.

### Nationalmannschaft
Andrea Poli durchlief von der U-17 bis zur U-21 alle Jugendnationalmannschaften Italiens. Insgesamt lief er in 34 Nachwuchs-Länderspielen auf und konnte dabei drei Treffer erzielen. Sein Debüt in der italienischen A-Mannschaft gab er am 15. August 2012 in einem Freundschaftsspiel gegen England. In 2013 kam Poli in drei Freundschaftsspielen zum Einsatz, wobei ihm in der Partie gegen San Marino sein erster Länderspieltreffer gelang. Im September 2014 wurde Poli zuletzt in der EM-Qualifikation gegen Norwegen eingewechselt und im Mai 2015 nahm er an einem Lehrgang der Nationalmannschaft teil, der zur Vorbereitung auf die Länderspiele gegen Kroatien und Portugal stattfand. Jedoch kam Poli zu keinem weiteren Einsatz mehr für die Auswahl.

## Trivia
Als seine Vorbilder gibt Poli die italienischen Mittelfeldspieler Andrea Pirlo und Daniele De Rossi, den argentinischen Spieler Javier Zanetti und den Engländer Steven Gerrard an.